# Forrongó jég
A Forrongó jég (eredeti cím: Ice on Fire) 2019-es amerikai dokumentumfilm, amely a sarkvidéki metánkibocsátás okozta potenciális kihalási eseményt, valamint az újonnan kifejlesztett technológiákat kutatja, amelyek a globális felmelegedés visszafordítására szolgálnak a légkörben lévő szén megkötésével.
A film premierje a cannes-i filmfesztiválon 2019. május 22-én volt, amelyet álló tapssal fogadtak a nézők. Az HBO 2019. június 11-én adta le.

## Szereplők
- Raymond Baltar - bioszén úttörő
- Leonardo DiCaprio - narrátor (hangja)
- Ottmar Edenhofer - önmaga
- Linwood Gill - önmaga - Foreseter főfelügyelő
- Brigitte Knopf - önmaga
- Jennifer Morse - önmaga
- Ietef Vita - önmaga

## Fogadtatás
A Rotten Tomatoes honlapján 91%-os értékelést ért el 10 kritika alapján, és 7.1 pontot szerzett a tízből.